# Hieronymus Marchstaller

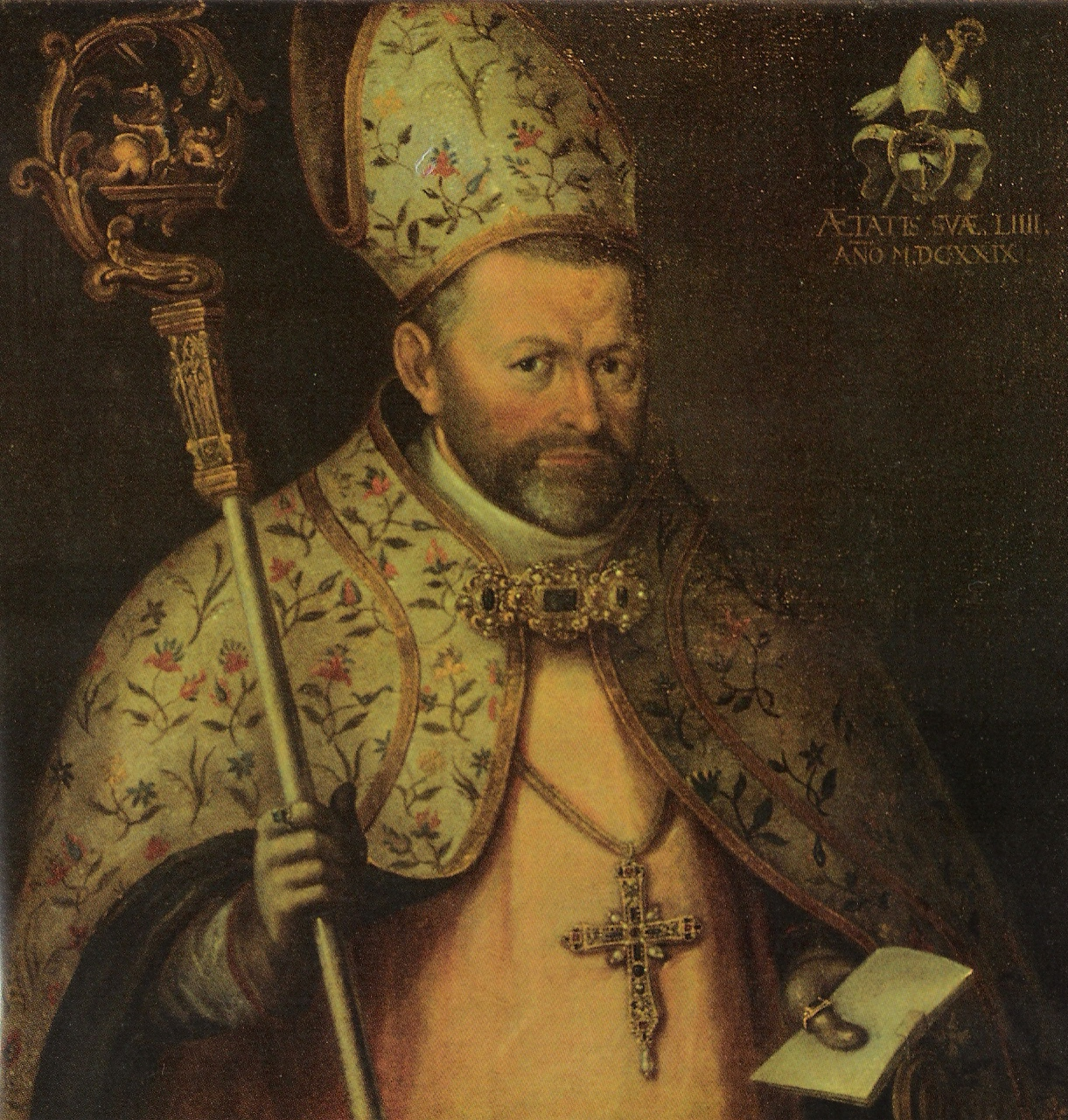
Abt Hieronymus Marchstaller (Porträt von Lorenz Glaber, 1629)

Hieronymus Marchstaller OSB (* 1576 in Weingarten; † 1638) war ein katholischer Geistlicher in der Zeit der Gegenreformation. Von 1616 bis 1638 war er Abt des Benediktinerstifts St. Paul im Lavanttal. In seiner Amtszeit führte er das in einer Krise befindliche Kloster durch Ausbau und Erwerb von Besitzungen zu einer neuen Blüte, weshalb er auch als der „zweite Gründer“ des Stifts bezeichnet wird.

## Leben
Marchstaller wurde 1576 im oberschwäbischen Weingarten geboren und trat als Mönch in das Benediktinerkloster Ochsenhausen ein. 1610 war er Prior des steirischen Stifts St. Lambrecht.
Begleitet von vier Mönchen aus St. Lambrecht kam er 1616 in das Kärntner Benediktinerstift St. Paul im Lavanttal und trat dort das Amt des Abtes an. Die Abtei befand sich zu dieser Zeit in einem stark vernachlässigten Zustand, der unter anderem aus der Misswirtschaft seiner Vorgänger herrührte. Marchstaller stellte die Klosterzucht wieder her, schaffte den Privatbesitz der Mönche ab und führte die Klausur wieder ein. Er veranlasste kurz nach seinem Amtsantritt den Ausbau der Klosteranlagen und nahm Veränderungen an der Stiftskirche vor, das heutige Aussehen der Anlage geht im Wesentlichen auf seine Pläne und die unter ihm begonnenen Ausbauten zurück, die sich aufgrund der schwierigen wirtschaftlichen Situation aber zunächst auf die Beseitigung von Schäden und der Erneuerung der Wirtschaftsgebäude beschränkte. Erst unter Abt Albert Reichhart (reg. 1677–1727) war der Ausbau zu der weitläufigen Anlage in ihrer heutigen Form vollendet. Mit der Ausgestaltung des Innenraums der Stiftskirche beauftragte Marchstaller etliche Künstler und Handwerker, darunter seinen „Hofmaler“ Jakob Lorenz Glaber, den aus Sachsen stammenden Bildhauer Michael Hönel, der auch in St. Lambrecht und vor allem am Gurker Dom tätig war, und den Veldener Tischler Konrad Scherer, der den Prälatenstuhl, das Kirchengestühl und die Türen der Stiftskirche anfertigte.
Marchstaller ließ auch das Stiftsarchiv ordnen und befasste sich intensiv mit den Ursprüngen des Stiftes. Er verfasste eine Klostergeschichte, die heute jedoch nicht mehr erhalten ist, und ließ von Jakob Glaber eine Reihe von Stifterbildern anfertigen. 1625 ließ er sich in Rom von Urban VIII. die päpstlichen Privilegien für St. Paul bestätigen. Marchstaller sorgte auch dafür, dass das in St. Paul ansässige Personal – bei seinem Amtsantritt traf er in St. Paul nur acht Mönche und einen Novizen an – auf dreißig Professen anwuchs, davon kamen 14 aus Kärnten, acht aus Schwaben und Bayern, sechs aus der Steiermark und zwei aus Salzburg.
Marchstaller holte zahlreiche der zuvor verpfändeten Güter des Stifts zurück, verkaufte hingegen entlegene Besitzungen. Darüber hinaus erwarb er für das Kloster zahlreiche neue Ländereien, auch die durch seinen Vorgänger erworbene und anschließend an dessen Bruder verschenkte Herrschaft Faal/Fale in der Untersteiermark gewann er zurück. In unmittelbarer Nachbarschaft des Stifts kaufte er die Herrschaft Unterdrauburg und 1629 kam die im Süden an die Klosteranlage angrenzende Herrschaft Rabenstein an das Stift, nachdem die Angehörigen des Adelsgeschlechts der Rabensteiner, die dem Protestantismus anhingen, des Landes verwiesen worden waren. Die Burg brannte schon 1636 vollständig ab und wurde nicht wieder aufgebaut, mit der Herrschaft war St. Paul aber auch um 97 Huben, 19 Zulehen und 25 Keuschen angewachsen.
Die in unmittelbarer Nähe von Sankt Paul befindlichen Weide- und Ackerflächen wurden durch einen am Fuß des Stiftshügels neu errichteten Meierhof bewirtschaftet.
Neben dem Amt als Abt von St. Paul war Marchstaller nach dem Tod des Lavanter Bischofs Georg Stobäus von Palmburg ab 1618 auch Administrator und Generalvikar des Bistums Lavant und ab 1625 Archidiakon des Salzburger Erzbischofs für das östliche Lavanttal. Darüber hinaus war er schon ab 1616 Mitglied des „Großen Ausschusses“ des Kärntner Landtages. Er erwarb 1619 am Klagenfurter Heiligengeistplatz ein Gebäude (an der Stelle des heutigen Gutenberghauses), das als St. Pauler Residenz in der Landeshauptstadt diente. Er setzte sich auch für die Wiederinstandsetzung der benachbarten Heiligengeistkirche ein, legte hierfür im Jahr 1630 im Beisein des gesamten Landtages den Grundstein und ließ durch Lorenz Glaber das Altarbild der neuen Kirche, das das Pfingstwunder darstellt, anfertigen.
Die durch Marchstaller begonnenen Ausbauten an der Stiftsanlage, deren „Schlussstein“ die kurz vor seinem Tod 1638 vollendete Errichtung des repräsentativen Hauptportals war, wurde von seinen Nachfolgern, den ebenfalls aus Schwaben stammenden Paul Memminger (1638–1660) und Philipp Rothenhäusler (1661–1677) sowie von Albert Reichhart (1677–1727) fortgeführt.